# SIEV

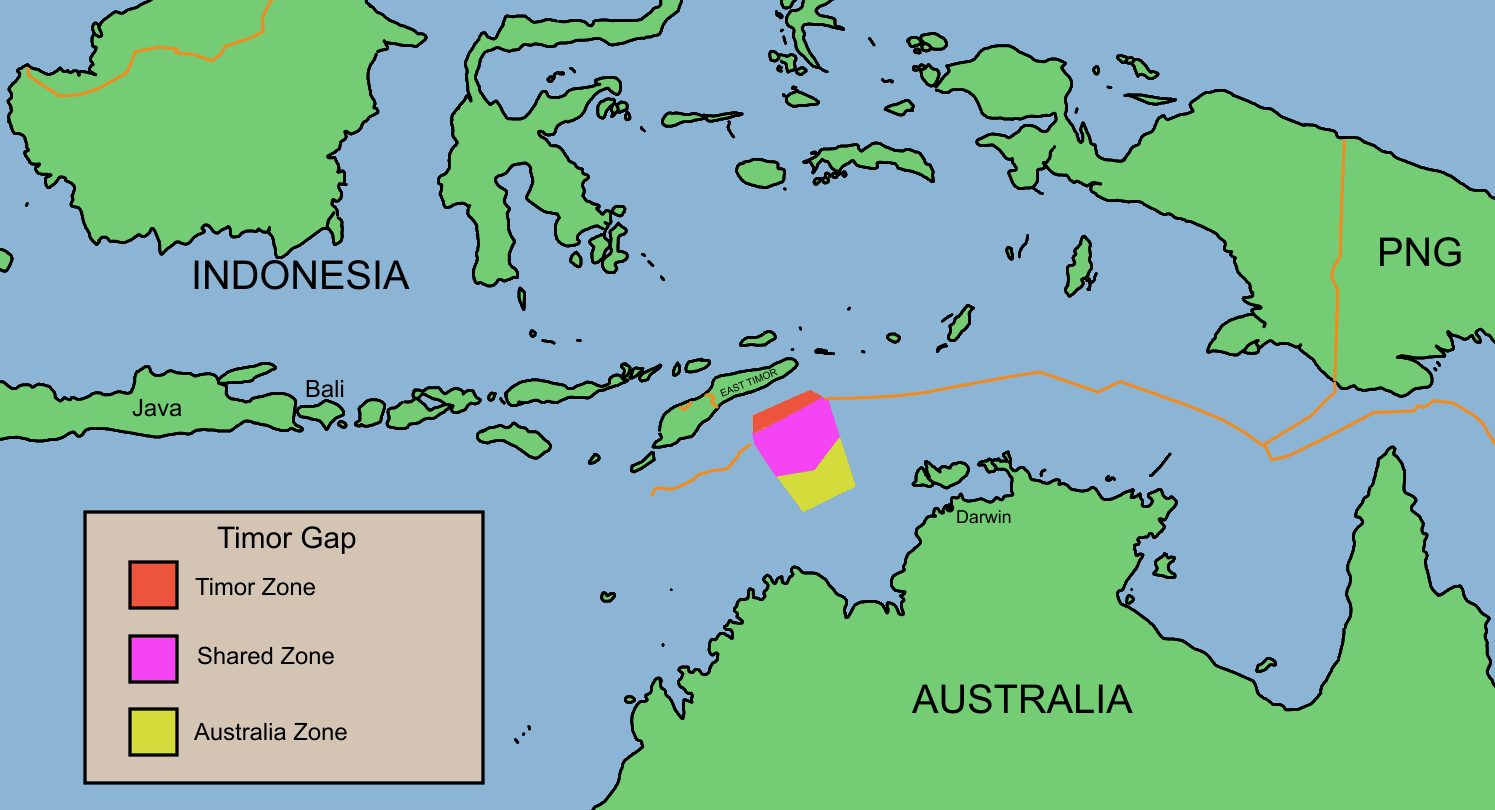
Grenzverlauf zwischen Australien und Indonesien bis 2002 nach dem Timor Gap Treaty.

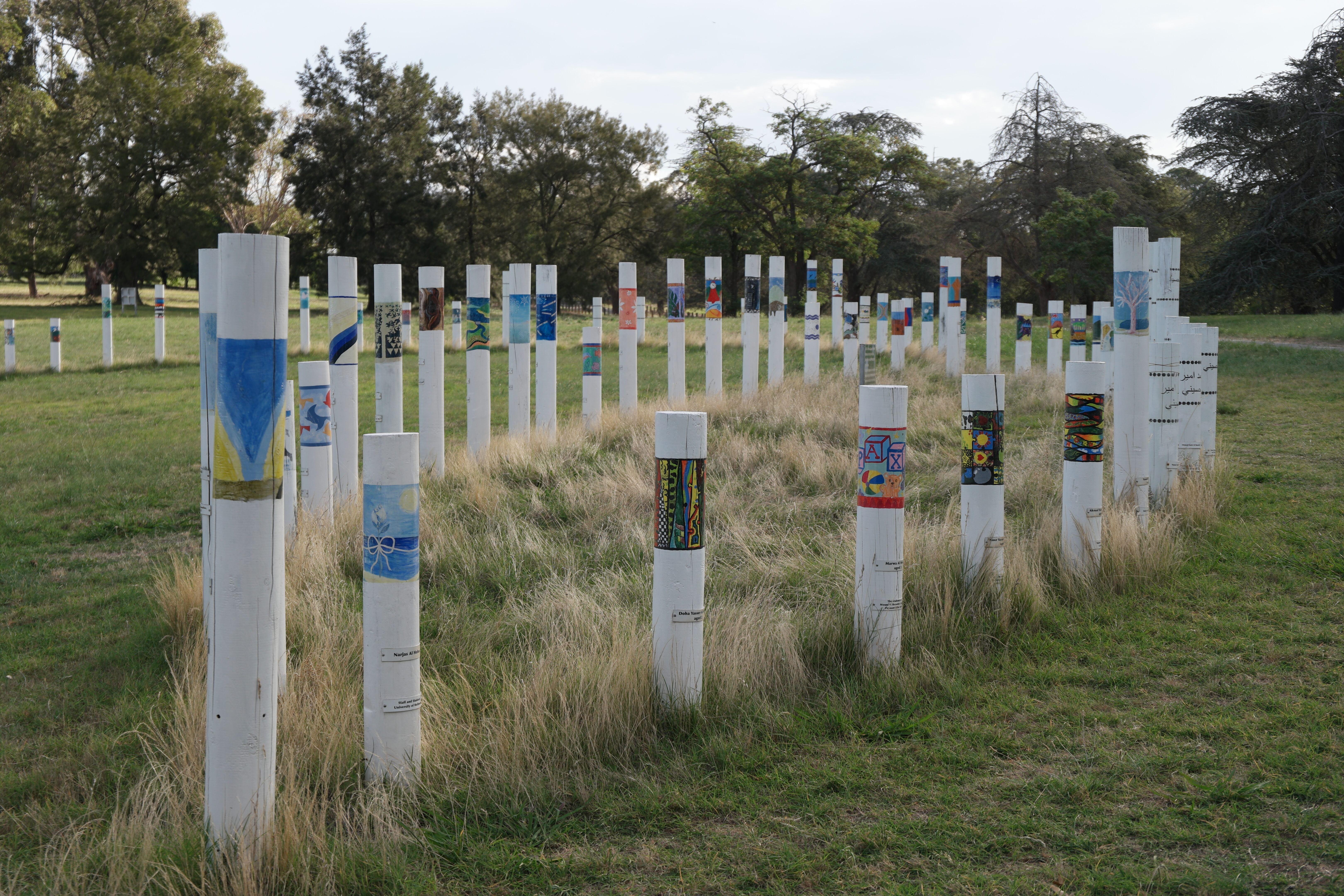
Stelen auf dem SIEV-X-Friedhof, die den Umriss der gesunkenen SIEV X nachbilden

SIEV ist ein Acronym für Suspected Irregular Entry Vessel (frei übersetzt etwa Verdacht auf unregelmäßige Einfahrt). Dieses Kürzel wird von der Royal Australian Navy und Australian Border Force für Boote mit Asylsuchenden verwendet, die versuchen, Australien auf dem Seeweg von Indonesien aus zu erreichen und dabei in die Migrationszone Australiens eindringen. Grundsätzlich werden diesen Booten neben dem Acronym laufende Nummern gegeben. Lediglich im Jahr 2001 gab es eine Ausnahme, als ein Fischerboot mit SIEV X bezeichnet wurde. Dieses sank im indonesischen Seegebiet, das die zuständigen australischen Stellen wegen Asylsuchenden zwar beobachten, aber für das sie sich für nicht zuständig erklären.
Die Fischerboote, auf denen die Flüchtlinge in See stechen, bestehen meist aus Holz, sind alt und können kaum als hochseetüchtig bezeichnet werden. Sie sind meist überbelegt. Sie legen in aller Regel in Indonesien ab und haben als Boatpeople bezeichnete Personen vor allem aus dem Irak, Afghanistan und Sri Lanka an Bord, aber auch wenige aus anderen Ländern.

## Politischer Hintergrund

Karte der Migrationszone Australien

Das australische Politikkonzept der Pazifischen Lösung geht auf die liberalkonservative Regierung unter John Howard zurück, die es im Jahr 2001 einführte. Die Howard-Regierung verabschiedete den Migration Amendment (Excision from Migration Zone) Act 2001 im Australischen Parlament. Die Migrationszone Australien wird von Kriegsschiffen und Flugzeugen überwacht. Das Gesetz von 2001 zog nach sich, dass Boatpeople auf allen australischen Inseln, darunter die Weihnachtsinsel, Ashmore-Inseln etc. sowie auf technischen Anlagen wie beispielsweise auf australischen Ölplattformen, keinen Rechtsanspruch auf Asyl erwerben. Entsprechend dieser Politik werden Schiffe mit Boatpeople wegen irregulärer Einreisen auf See aufgebracht und gezwungen entweder nach Indonesien zurückzukehren oder die Asylsuchenden wurden bis Ende 2017 in das Manus Regional Processing Centre auf der Insel Manus und danach ins Nauru Regional Processing Centre auf dem Inselstaat Nauru gebracht. Die Australian Royal Navy erklärte ihre Aufgabe in der Migrations- und Asylpolitik Australiens zur Operation Relex, die sie im Juli 2005 in Operation Resolute umbenannte.
Die Politik der Pazifischen Lösung wurde erstmals nach der Tampa-Affäre eingeführt. Das war ein Vorfall im August 2001, der zu einer diplomatischen Krise zwischen Australien und Norwegen geführt hatte. Im ersten Jahr der Anwendung der Pazifischen Lösung von August bis Ende Dezember 2001 ereigneten sich 14 sogenannte SIEV-Vorfälle, vier dieser Boote wurden zur Rückkehr nach Indonesien gezwungen und drei Boote sanken. Besonders tragisch endete die SIEV X mit 353 Ertrunkenen. Bereits im Oktober 2001 zerbrach und sank ein indonesisches Fischerboot aus Holz, die SIEV 4, als es vom australischen Kriegsschiff HMAS Adelaide ins Schlepptau genommen worden war. Dabei kam kein Mensch zu Schaden. Allerdings bezichtigte der Premierminister John Howard die Boatpeople der SIEV 4, dass sie Kinder über Bord geworfen hätten, was sich später als eine Behauptung wider besseres Wissen herausstellte. Dieser Vorgang wurde als Children Overboard Affair bekannt. Dieses Ereignis und der Untergang der SIEV X ereigneten sich im Vorfeld der Parlamentswahlen in Australien am 10. November 2001 und hatten laut Ian McAllister (Australian National University) und Katherine Betts (Swinburne University) vermutlich großen Anteil am Wahlsieg von Howard. Nach dem Jahr 2001 kamen weitere SIEVs nach Australien, allerdings waren es meist kleinere Boote.

## Bemerkenswerte SIEV-Vorfälle
Vom 7. September 2001 bis zum 15. Juli 2012 gab es 374 SIEV-Vorfälle. Nachfolgend werden die SIEV-Vorfälle genannt, die entweder mit mehr als 200 Asylsuchenden auf Booten oder durch besondere Ereignisse bekannt geworden sind. Mehrere dieser Vorfälle waren auch Gegenstand parlamentarischer Untersuchungen.
- Die SIEV 1 erreichte am 7. September 2001 die Ashmore-Inseln mit 228 Boatpeople.
- Die SIEV 2 kam am 10. September 2001 bei den Ashmore-Inseln mit 260 Boatpeople an.
- Die SIEV 4 wurde durch die Children Overboard Affair bekannt. Das Boot sank und die 223 Boatpeople erreichten auf der HMAS Arunta die Weihnachtsinsel am 6. Oktober 2001.
- Die SIEV 5 erreichte die Ashmore-Inseln mit 242 Boatpeople am 12. Oktober 2001 und wurde zur Rückkehr gezwungen.
- Die SIEV 6 kam auf der Weihnachtsinsel am 18. Oktober 2001 mit 227 Boatpeople an.
- Die SIEV X sank am 19. Oktober 2001 mit mehr als 400 Boatpeople in einem Seegebiet Indonesiens. Diese Tragödie überlebten lediglich 45 Personen.
- Die SIEV 7 erreichte die Ashmore-Inseln am 22. Oktober 2001 mit 215 Boatpeople und wurde zur Rückkehr gezwungen.
- Die SIEV 36 wurde von der HMAS Albany gestoppt und fing am 16. April 2009 bei den Ashmore-Inseln Feuer. Es ereignete sich eine Explosion und sie sank. Auf dem Boot befanden sich 47 Boatpeople und zwei indonesische Besatzungsmitglieder. Drei Passagiere und zwei Besatzungsmitglieder starben, zwei weitere Personen werden seitdem vermisst. Fünf Soldaten wurden durch die Explosion verletzt.[5]
- Die SIEV 221 zerschellte am 15. Dezember 2010 an den Klippen vor der Weihnachtsinsel mit 90 bis 100 Personen an Bord, dabei verloren 44 ihr Leben.[7]